# Kanton Pont-Saint-Esprit
Kanton Pont-Saint-Esprit is een kanton van het Franse departement Gard. Het kanton maakt deel uit van het arrondissement Nîmes.

## Gemeenten
Het kanton Pont-Saint-Esprit omvatte tot 2014 de volgende 16 gemeenten:
- Aiguèze
- Carsan
- Cornillon
- Goudargues
- Issirac
- Laval-Saint-Roman
- Le Garn
- Montclus
- Pont-Saint-Esprit (hoofdplaats)
- Saint-Alexandre
- Saint-André-de-Roquepertuis
- Saint-Christol-de-Rodières
- Saint-Julien-de-Peyrolas
- Saint-Laurent-de-Carnols
- Saint-Paulet-de-Caisson
- Salazac

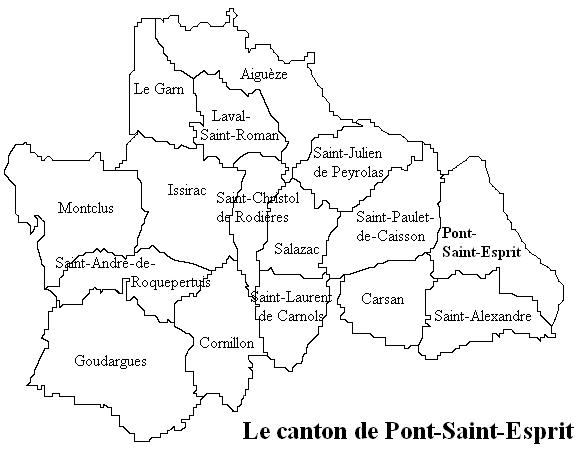
Ligging van gemeenten in het kanton tot 2014

Bij de herindeling van de kantons, door toepassing van het decreet van 24 februari 2014, met uitwerking op 22 maart 2015, werden daar volgende 8 gemeenten aan toegevoegd :
- La Roque-sur-Cèze
- Saint-André-d'Olérargues
- Saint-Gervais
- Saint-Marcel-de-Careiret
- Saint-Michel-d'Euzet
- Saint-Nazaire
- Vénéjan
- Verfeuil